# Tjernavka (vattendrag i Vitryssland)
Tjernavka (ryska: Чернавка) är ett vattendrag i Belarus.   Det ligger i voblasten Vitsebsks voblast, i den norra delen av landet, 220 km nordost om huvudstaden Minsk.
I omgivningarna runt Tjernavka växer i huvudsak blandskog. Runt Tjernavka är det glesbefolkat, med 14 invånare per kvadratkilometer.